# (29737) Norihiro
(29737) Norihiro est un astéroïde de la ceinture principale.

## Description
(29737) Norihiro est un astéroïde de la ceinture principale. Il fut découvert le 21 janvier 1999 à Kuma Kogen par Akimasa Nakamura. Il présente une orbite caractérisée par un demi-grand axe de 2,76 UA, une excentricité de 0,09 et une inclinaison de 9,6° par rapport à l'écliptique.